# نون نون بیوری
نُون نُون بیوری (のんのんびより) یک مجموعه مانگای ژاپنی است که توسط Atto نوشته و تصویرسازی شده است. این مجموعه از سپتامبر ۲۰۰۹ تا فوریه ۲۰۲۱ در مجله Monthly Comic Alive سریال سازی شد. این مانگا یک اقتباس مجموعه تلویزیونی انیمه در ۱۲ قسمت دریافت کرد که توسط استودیو Silver Link ساخته شد و بین ماه‌های اکتبر و دسامبر سال ۲۰۱۳ در ژاپن پخش شد. فصل دوم انیمه بین ژوئیه تا سپتامبر ۲۰۱۵ پخش شد. یک فیلم سینمایی انیمه در اوت ۲۰۱۸ به نمایش درآمد و فصل سوم انیمه بین ژانویه و مارس ۲۰۲۱ پخش شد.